# Cristóvão da Gama
Cristóvão da Gama (Évora, 1515 - 29 de agosto 1542) foi um militar e explorador colonial português.

## Biografia
D. Cristóvão da Gama era filho de D. Vasco da Gama e de sua mulher Catarina de Ataíde.
Recebeu o cargo de capitão de Malaca e o de fidalgo da Casa Real depois de voltar da Índia (para onde tinha ido em 1532, na frota de Pedro Vaz do Amaral), e como recompensa da bravura lá demonstrada. Efetuou diversas empreitadas depois de voltar à Índia em 1538 sob a direção do seu irmão, D. Estêvão da Gama, enquanto este foi governador. Em 1541 acompanhou o irmão, na expedição de Goa ao Mar Vermelho, uma armada de 75 velas com o objetivo de queimar as naus turcas no Suez, em que tomou parte honrosa.
No entanto o Império Etíope estava sob ameaça dos muçulmanos e acudindo ao apelo do Imperador Cristão da Etiópia, Lebna Dengel, os portugueses intervieram militarmente, enviando para isso uma expedição de 400 homens comandados por D. Cristóvão da Gama. As forças portuguesas, com seus aliados do exército etíope, foram vitoriosas contra forças superiores em quatro batalhas. Mas em 28 de agosto de 1542, na Batalha de Wofla, Cristóvão da Gama ficou gravemente ferido com o braço quebrado por uma bala, foi capturado naquela noite com quatorze companheiros, torturado e executado.
A obra "Historia das cousas que o mui esforçado capitão Dom Cristóvão da Gama fez nos reinos do Preste João com quatrocentos portugueses que consigo levou" (1564), de Miguel de Castanhoso, relata este episódio.
O padre Jerónimo Lobo foi feito depositário dos restos mortais deste intrépido homem de armas até chegarem a Portugal, tendo sido achados pelos seus descendentes. Houve, inclusivamente, uma tentativa por parte dum seu familiar, com pouco sucesso, de o canonizar.